# 高浜旅客ターミナル

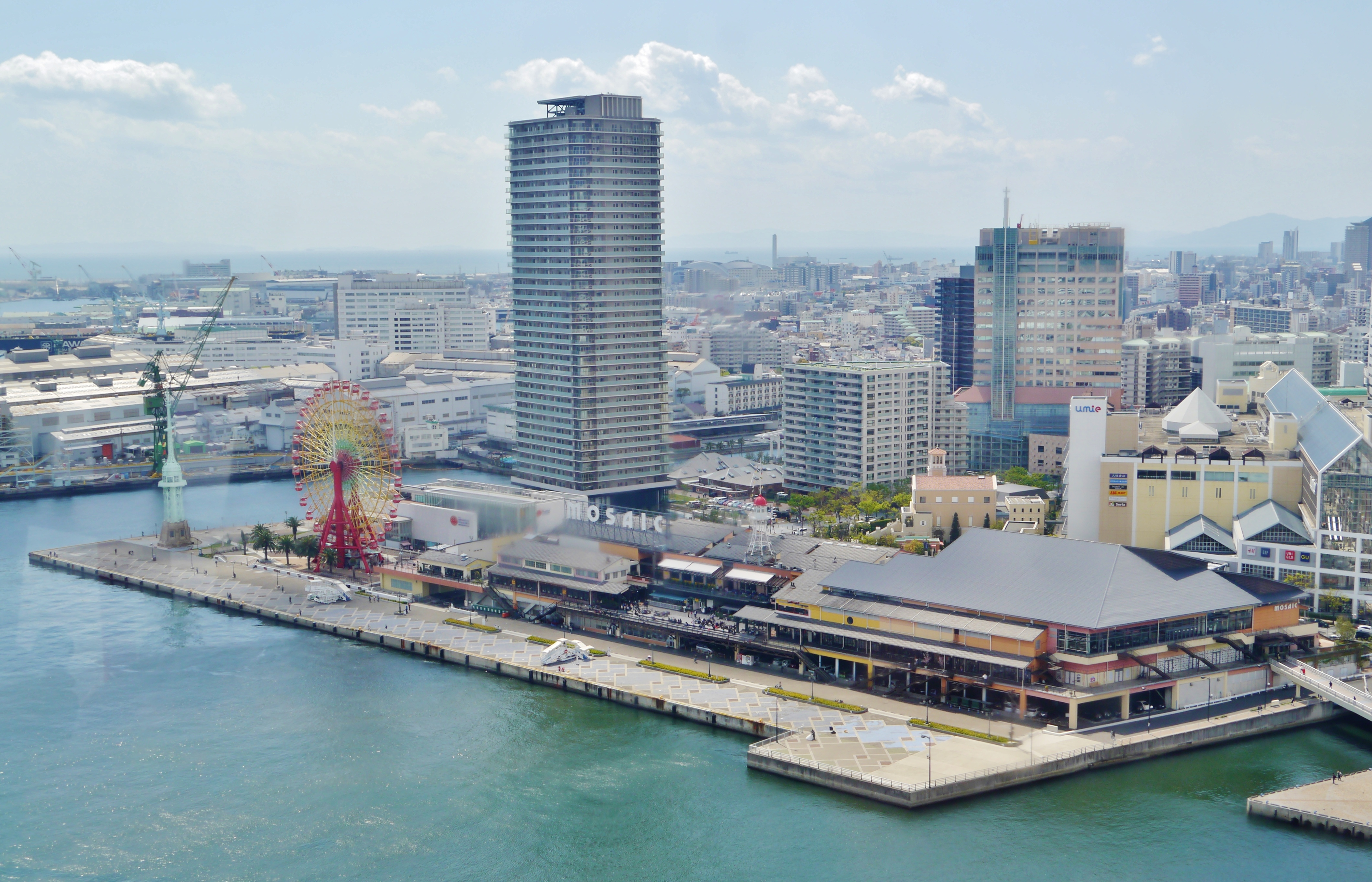
ターミナル全景

高浜旅客ターミナル（たかはまりょかくターミナル）は、神戸港の高浜岸壁にある客船ターミナル。岸壁延長279m、3つのバースを備えている。レストラン船「コンチェルト」の発着場。
兵庫県神戸市中央区東川崎町の宇治川河口右岸 - 蟹川船渠間の埋立地に位置する。この埋立地には神戸ハーバーランドのumie MOSAICと神戸アンパンマンこどもミュージアム&モールが所在するため、多くの人が集い賑わいを見せる。

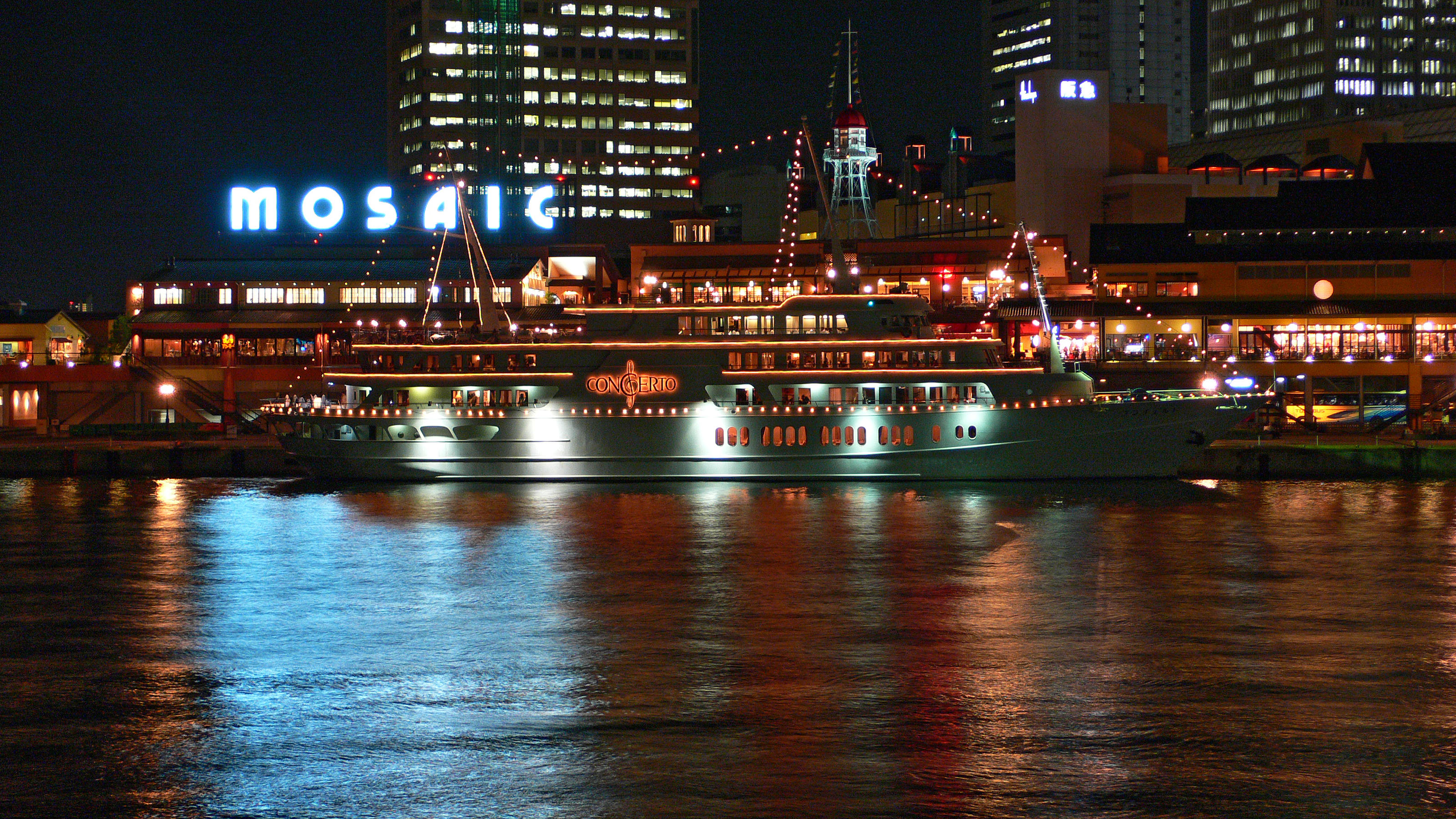
夜景、接岸する「コンチェルト」

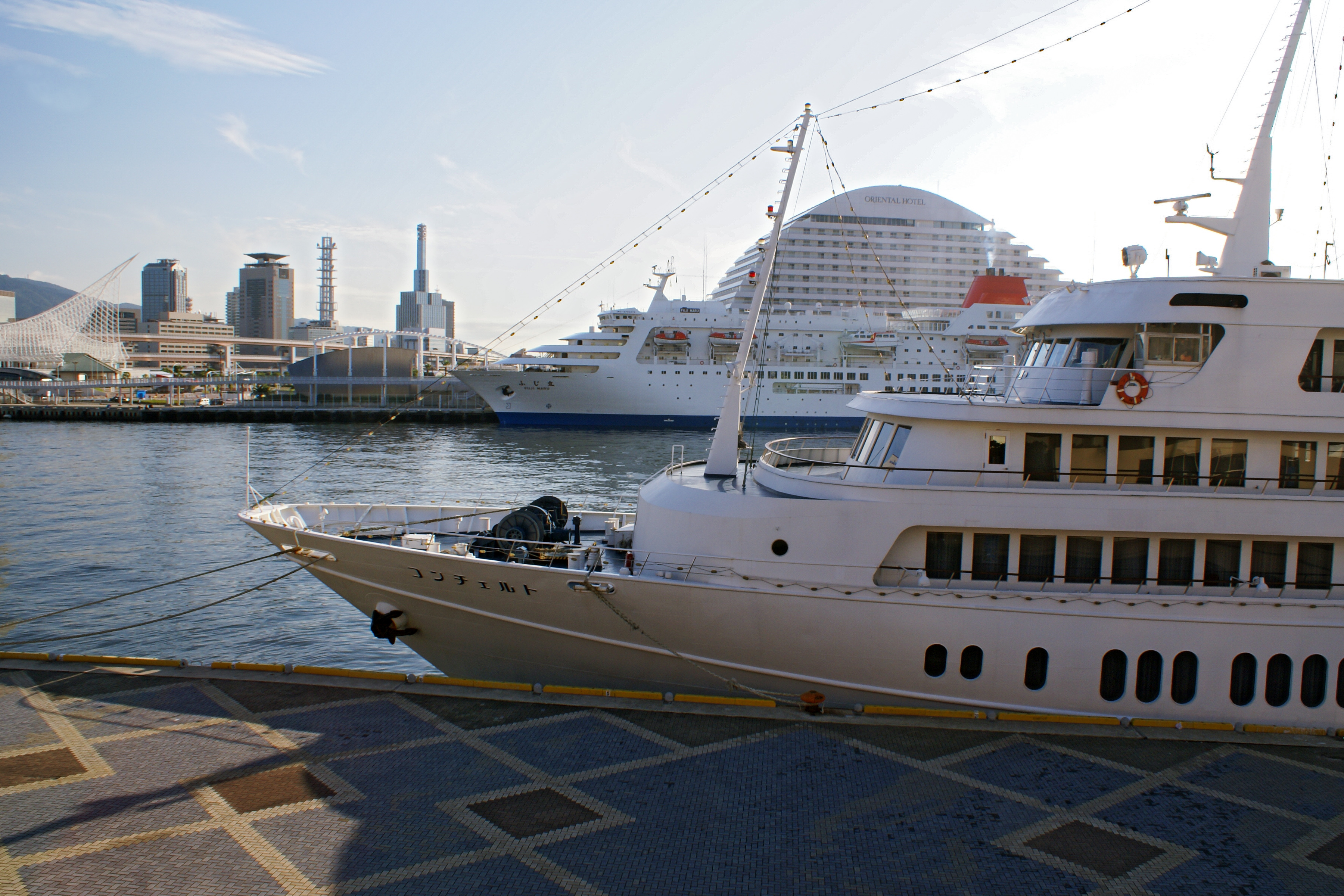
接岸する「コンチェルト」
（対岸の中突堤に停泊する船はふじ丸）

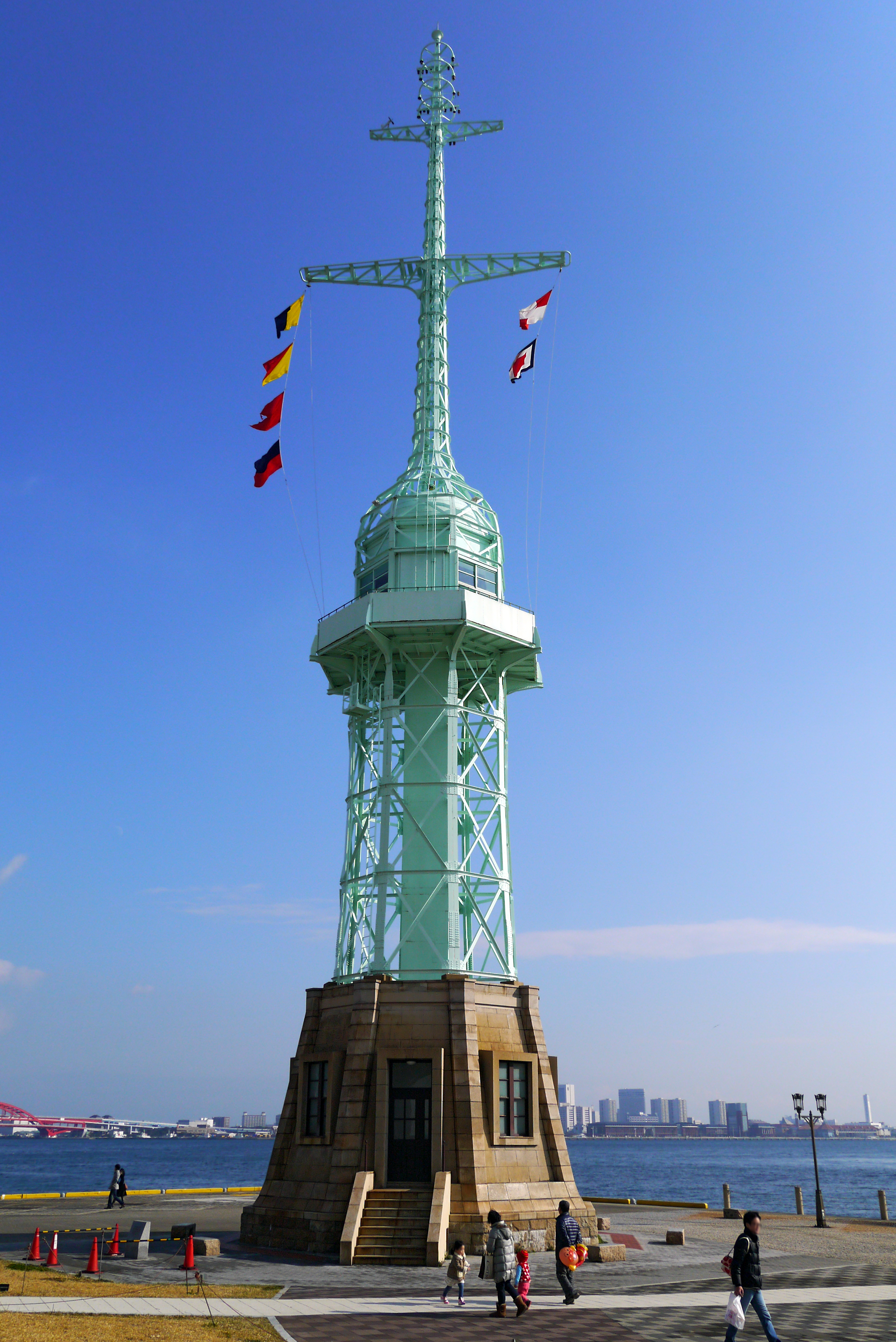
南端の旧神戸港信号所

## 歴史

### 近世から近代
宇治川以西に位置する東川崎町は兵庫津北浜の町である。宇治川河口右岸（西岸）の当地を「高浜」と称するのは、宇治川を挟んで東隣に位置する二ツ茶屋村の伊左衛門（道味）が貞享年間頃に当地を開拓し、尼崎藩主より高浜姓を賜ったことに由来する（明和の上知以前は兵庫津も二ツ茶屋村も尼崎藩領）。
1874年（明治7年）に神戸駅構内となり、1875年（明治8年）に蟹川船渠が開設、1876年（明治9年）に鉄道桟橋が架設され、早くから建物が立ち並ぶようになったが、1886年（明治19年）に宇治川河口右岸に明治天皇の御用邸（神戸御用邸）が営まれるようになった。
兵庫津（兵庫港）は1892年（明治25年）に神戸港の一部となり、外国航行船が入港できるようになったが、御用邸を東京倉庫（三菱倉庫の前身）が買い取ったのは1907年（明治40年）、高浜岸壁の埋立造成が竣工したのは1913年（大正2年）で、新港突堤の一部と同年の竣工である。1918年（大正7年）には東京倉庫が三菱倉庫と改称している。
1928年（昭和3年）、神戸駅の客貨分離により神戸臨港線の湊川駅が開業し、三菱倉庫の専用線も敷設された。

### 現代
鉄道貨物輸送の事業縮小によって、湊川駅は1982年（昭和57年）に貨物駅としての機能を停止し、駅跡地の再開発によって1992年（平成4年）に神戸ハーバーランドがオープンした。
現在は新都心として開発された神戸ハーバーランドの東側に位置し、海を挟んで中突堤やメリケンパークを正面に見渡す眺めの良い場所となっている。
神戸市が1.8億円をかけて車をフェリーに積み込む可動橋を整備して淡路フェリーボートに貸し出し、1991年（平成3年）2月から淡路島・大磯港との間を結んで午前0～5時の5往復を運航して須磨港発着と合わせて1993年（平成5年）には332万人の利用があった。
1995年（平成7年）の阪神・淡路大震災発生直後に神戸市内で唯一使用できた波止場で、当時この岸壁から発着する大阪方面への臨時便の船舶が陸上も含めて市内から大阪方面への唯一の公共の交通手段となり、交通拠点として機能した。
しかし、震災の影響で淡路フェリーボートの利用者が大きく減少し、1997年（平成9年）に270万人まで盛り返したものの、1998年（平成10年）4月に明石海峡大橋が開通したことに伴い、淡路フェリーボートの航路が全廃されて車をフェリーに積み込む可動橋はわずか7年間の利用に終わった。
2005年（平成17年）初頭に阪神・淡路大震災10周年に際して水深を深くする工事が行われて同年5月に竣工。
神戸港にある客船ターミナルの中で最も水深が浅く工事前までは3,000トン以上の船舶の接岸が困難であった当岸壁は、この工事により大型船の接岸が可能になった。
淡路フェリーボートの航路全廃後も神戸市は航路復活の可能性を考慮して可動橋を残してきたが、明石海峡大橋の通行料が値下がりしたままとなって航路復活の可能性がほぼ消滅したため、神戸市は2012年（平成24年）度中に完全撤去して跡地をイベント広場として活用する方針を固めた。

## 定期航路
- コンチェルト（レストラン船、2,138トン、旅客定員604名） - 神戸港、明石海峡大橋周遊
- ロイヤルプリンス（遊覧船、170トン、旅客定員345名） - 中突堤中央ターミナル発着、神戸港周遊

## 近隣の旅客船ターミナル等
- 中突堤中央ターミナル（かもめりあ）
- 中突堤旅客ターミナル
- 新港フェリーターミナル
- 神戸ポートターミナル
- 神戸空港海上アクセスターミナル
- 六甲アイランドフェリーターミナル

かつて存在した施設
- 旧神戸港信号所
- 東神戸フェリーセンター
- 六甲船客ターミナル

## 交通アクセス
- JR神戸線 神戸駅　徒歩約10分
- 神戸市営地下鉄海岸線 ハーバーランド駅　徒歩約10分
- 阪急・阪神神戸高速線 高速神戸駅　徒歩約15分